# ПАЗ-2256
ПАЗ-2256 «Вектор-3» — российский автобус малого класса, выпускающийся объединением «Павловский автобус» с 2015 года.

## Описание
Выпуск автобуса ПАЗ-2256 начался во второй половине 2015 года на шасси Isuzu NMR85. В иерархии группы ГАЗ автобус занимает промежуток между ГАЗель NEXT Citiline и ПАЗ-3204.
ПАЗ-2256 призван заменить маршрутные микроавтобусы. При полной массе 6,7 т и длине 7360 мм автобус вмещает 33 пассажира, из которых 20 (по некоторым данным — 22) — сидячие.
Конкурентами являются автобусы Real, выпуск которых начался в 2007 году совместным предприятием «Русские автобусы — Марко».

## Технические характеристики
ПАЗ-2256 оснащается 3,0-литровым четырёхцилиндровым дизельным двигателем Isuzu 4JJ1 (Евро-4) мощностью 124 л. с. при 2600 об/мин и крутящим моментом 354 Н·м при 1500 об/мин в паре с пятиступенчатой механической трансмиссией Isuzu MYY5T. Максимальная скорость 95 км/ч.

## Модификации
- ПАЗ-225601 — версия с одной автоматической дверью для пригородных или служебных маршрутов.
- ПАЗ-225602 (по некоторым данным — 225620) Vector 3 или Vector 7S[10] — версия с двумя автоматическими дверями для городских маршрутов[11].